# Corán de Córdoba
El Corán de Córdoba es un manuscrito atribuido al califa ortodoxo Utmán (r. 645-656), quien se encargó de recopilar el Corán de forma escrita para evitar su alteración. Llevado desde Damasco a Córdoba, fue objeto de gran devoción durante el Emirato y Califato de Córdoba, estando ubicado en su Mezquita mayor durante cuatro siglos.

## Historia
Utmán envió cuatro copias del Corán a las principales ciudades islámicas del momento: La Meca, Damasco, Basora y Kufa. Según la tradición, tras la caída del Califato omeya debido a la Revolución abasí (750), el último superviviente de la familia, Abderramán I, huyó hasta la península ibérica donde fundó el Emirato de Córdoba. Desde allí, pidió a sus hermanas que le enviaran la copia de Damasco a Córdoba, donde pasó a ubicarse durante siglos en la Mezquita mayor de la ciudad. El cronista al-Razi relató que:

Se llevó este Corán a la Mezquita de Córdoba, dispuesto para que allí lo leyera el imán todos los días después de la oración de la mañana, siendo el ejemplar del príncipe de los creyentes Utmán, que lo escribió de su propia mano.

Por lo tanto, al-Razi considera que no era una de las cuatro copias enviadas a las ciudades, sino el Corán original que albergaba Utmán cuando fue asesinado.
Al-Idrisi pudo observarlo en el siglo XII y relata lo siguiente:

En la Cámara del Tesoro hay un ejemplar del Corán que, a causa de su peso, es llevado por dos hombres. Tiene cuatro hojas del ejemplar que escribió Utmán de su propia mano y que manchó con gotas de sangre. Este Corán es sacado de donde se guarda la mañana de cada viernes: dos hombres están encargados de sacarlo, precedido por un tercero que porta un cirio. En el lugar donde se hace la oración se encuentra un atril sobre el que se coloca, después se devuelve a su lugar habitual.

Ibn Marzuq en el siglo XIV niega la existencia de un Corán escrito personalmente por Utmán y relaciona el manuscrito cordobés con una de las cuatro copias enviadas a las ciudades.

Lo cual es falso, pues Utmán, por lo que sé, no escribió ninguno de su puño y letra, sino que reunió para que lo escribieran a un grupo de compañeros del enviado de Dios.

Existe constancia de que el Corán se llevó incluso a eventos bélicos como la batalla de Simancas en 939 perdida por Abderramán III, donde se perdió temporalmente, evento que fue percibido como una catástrofe por la sociedad andalusí. El Corán permaneció en la Mezquita de Córdoba desde el siglo VIII hasta el siglo XII, cuando el Imperio almohade conquistó al-Ándalus y decidió trasladarlo cruzando el estrecho de Gibraltar hasta la capital de su reino, Marrakech, en 1157. Allí permaneció hasta la batalla de Oujda en 1247 contra el Reino ziyánida de Tremecén, quienes ganaron la batalla y confiscaron el manuscrito en su capital. El Sultanato benimerín lo recuperó en 1337 y lo trasladó a Fez. De nuevo volvió a aparecer en la batalla del Salado, en Tarifa, en 1340 donde los benimerines lo perdieron ante el Reino de Portugal. Unos cuatro años más tarde, los benimerines consiguieron recuperarlo, aunque según Ibn Marzuq, «el rescate había costado miles de dinares de oro, no había sido alterado en ninguna parte, excepto que sus tapas le habían sido robadas y de su encuadernación habían arrancado los adornos». Finalmente, parece que tuvo un final trágico, pues en 1349 se hundió con toda la flota benimerí frente a las costas de Dellys.